# کالین ویلیامز (بازیکن فوتبال)
کالین ویلیامز (انگلیسی: Colleen Williams؛ زادهٔ ۵ آوریل ۱۹۹۱) بازیکن فوتبال اهل ایالات متحده آمریکا است.
از باشگاه‌هایی که در آن بازی کرده‌است می‌توان به واشینگتن اسپیریت اشاره کرد.
وی همچنین در تیم ملی فوتبال زیر ۲۳ سال زنان ایالات متحده آمریکا بازی کرده‌است.